# Abraham Bristow
Pour les articles homonymes, voir Bristow.
 (novembre 2022).
La mise en forme du texte ne suit pas les recommandations de Wikipédia : il faut le « wikifier ».
Les points d'amélioration suivants sont les cas les plus fréquents. Le détail des points à revoir est peut-être précisé sur la page de discussion.
- Les titres sont pré-formatés par le logiciel. Ils ne sont ni en capitales, ni en gras.
- Le texte ne doit pas être écrit en capitales (les noms de famille non plus), ni en gras, ni en italique, ni en « petit »…
- Le gras n'est utilisé que pour surligner le titre de l'article dans l'introduction, une seule fois.
- L'italique est rarement utilisé : mots en langue étrangère, titres d'œuvres, noms de bateaux, etc.
- Les citations ne sont pas en italique mais en corps de texte normal. Elles sont entourées par des guillemets français : « et ».
- Les listes à puces sont à éviter, des paragraphes rédigés étant largement préférés. Les tableaux sont à réserver à la présentation de données structurées (résultats, etc.).
- Les appels de note de bas de page (petits chiffres en exposant, introduits par l'outil «  Source ») sont à placer entre la fin de phrase et le point final[comme ça].
- Les liens internes (vers d'autres articles de Wikipédia) sont à choisir avec parcimonie. Créez des liens vers des articles approfondissant le sujet. Les termes génériques sans rapport avec le sujet sont à éviter, ainsi que les répétitions de liens vers un même terme.
- Les liens externes sont à placer uniquement dans une section « Liens externes », à la fin de l'article. Ces liens sont à choisir avec parcimonie suivant les règles définies. Si un lien sert de source à l'article, son insertion dans le texte est à faire par les notes de bas de page.
- La présentation des références doit suivre les conventions bibliographiques. Il est recommandé d'utiliser les modèles {{Ouvrage}}, {{Chapitre}}, {{Article}}, {{Lien web}} et/ou {{Bibliographie}}. Le mode d'édition visuel peut mettre en forme automatiquement les références.
- Insérer une infobox (cadre d'informations à droite) n'est pas obligatoire pour parachever la mise en page.

Pour une aide détaillée, merci de consulter Aide:Wikification.
Si vous pensez que ces points ont été résolus, vous pouvez retirer ce bandeau et améliorer la mise en forme d'un autre article.
Abraham Bristow, né en 1771 à Begbroke et mort dans la même ville en octobre 1846, est un marin britannique, chasseur de phoques et baleinier. Il est connu pour avoir découvert les îles Auckland en août 1806,,.

## Vie et début de carrière maritime
Bristow a été baptisé le 22 mars 1771 à Begbroke au Royaume-Uni ; Il est le cinquième enfant et troisième fils d'Abraham Bristow senior et de Rachael Johnson. Il fait partie d'une fratrie de quatre frères et quatre sœurs. Aux alentours de ses 16 ans, Abraham a été envoyés comme apprenti marin dans la pêche à la baleine à la compagnie Samuel Enderby & Sons (en) de Londres. Il entre pour la première fois dans les archives publiques en tant qu'officier en second (premier lieutenant) à bord du navire Speedy (en) qui quitte Londres en décembre 1793 pour l'Australie, en tant que navire-magasin du gouvernement britannique. Celui-ci arrive à Sydney en juin 1794 avec un grand besoin de provisions pour des colons à Port Jackson. Après avoir débarqué sa cargaison, le Speedy est allé pêcher la baleine au large des côtes de la Nouvelle-Galles du Sud, avant de traverser la mer de Tasman vers la Nouvelle-Zélande. Le navire a ensuite navigué vers l'est à travers le Pacifique jusqu'en Amérique du Sud. Des approvisionnements ont été chargés au Chili avant que le Speedy ne parte à la recherche de baleines au large des îles Galapagos en compagnie du baleinier Emilia. Au cours de ce voyage, ils ont découvert une nouvelle zone de chasse à la baleine près de la côte de l'Équateur, connue sous le nom de « On Shore Ground ». Le Speedy retourne à Londres le 19 octobre 1796 avec 185 tonneaux d'huile de cachalot et 6 703 peaux de phoque.
Abraham Bristow est aux commandes du Speedy lors de son prochain voyage de chasse à la baleine, qui commence en 1796. En novembre de la même année-là, le navire est signalé dans le Pacifique entre les îles Juan Fernandez et l'île de Pâques. Il retourne à Londres le 2 juillet 1799.
Son prochain commandement est le baleinier Ocean appartenant à la même compagnie qui quitte la Grande-Bretagne en mai 1800. Il fait escale à Sydney le 7 avril 1801, avec 270 barils d'huile de cachalot à bord, ainsi que des tonneaux de sel pour saler les peaux de phoque. Après quelques semaines, il quitte Port Jackson pour le Pacifique oriental, et retourne à Londres en novembre 1802.
Le 27 avril 1797, Bristow épouse Elizabeth Jones à Bermondsey, à Londres. Il part peu de temps après pour un autre voyage de chasse à la baleine aux commandes de l'Ocean, puis revient en janvier 1805.

## Découverte des îles Auckland
Après trois mois à terre, il repart pour les mers du sud en tant que capitaine du même navire, il quitte Londres le 2 avril 1805. Le 13 août, il se trouve à la baie de l'Aventure près de Hobart avec 70 tonneaux d'huile de baleine noire, l'un des premiers baleiniers à pratiquer la pêche à la baleine noire, récemment découverte dans l'estuaire du Derwent. De là, il part pour la pêche au cachalot au large de la Nouvelle-Zélande. Il retourne à la baie de l'Aventure en mai 1806 et part pour la Grande-Bretagne le 4 août. Deux semaines plus tard, le 18 août 1806, il découvre les îles Auckland. Bristow écrit dans son journal,

« ... étant le premier découvreur, j'appellerai l'île ou les îles Lord Auckland' (un ami par mon père). Elles sont situés à 50 degrés 48 de la latitude sud et à 166 degrés 42 de la longitude est ... La terre est d'altitude modérée et, d'après son apparence, je n'ai aucun doute qu'elle offrira un bon port à l'extrémité nord ... Je suppose que cet endroit regorge de phoques, et je suis désolé que le temps et l'état de charge de mon navire ne me permettent pas de les examiner. »

L'«état lourd» de l'Ocean est dû au fait que le navire n'atteindra Londres qu'en février 1807.

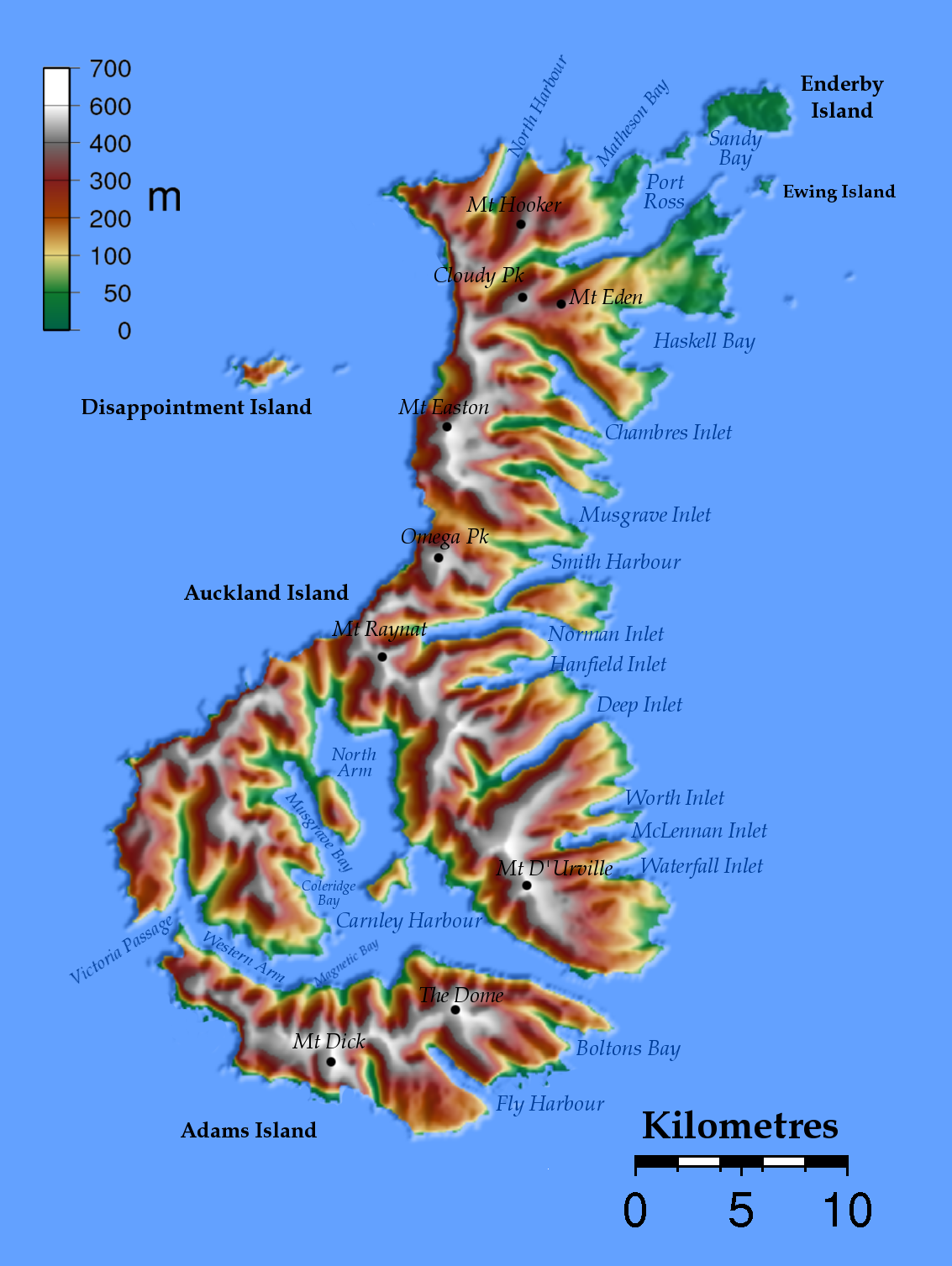
Carte topographique des îles Auckland.

Le commandement suivant de Bristow s'effectue sur le baleinier Sarah. Il quitte Londres en avril 1807 et arrive aux îles Auckland en octobre, pour une description plus détaillée et pour revendiquer les îles au nom de la Grande-Bretagne. L'archipel se compose de six îles distinctes d'une superficie totale de 606 km2.

« Je suis arrivé à bord du Sarah le 20 octobre 1807. Les montagnes étaient alors couvertes de neige, le temps exceptionnellement froid, avec des tempêtes de vent presque continuelles. L'atmosphère était exceptionnellement lourde et épaisse, et jusqu'à la fin d'octobre il tomba beaucoup de neige. En novembre se produisit de fortes pluies. Jusqu'à ce que je quitte l'île le 19 décembre, il se passa à peine une journée sans pluie et le temps le plus orageux que j'aie jamais connu dans aucun port. Bien que les saisons semblaient être tardives, la végétation est pourtant très rapide ... Des animaux que je n'ai vus que de genre amphibie, tels que des phoques à cheveux et des éléphants [phoques], et ils ne sont pas très nombreux ... Pour le l'aide des futurs navigateurs, j'ai laissé une race de porcs sur l'île Enderby. »

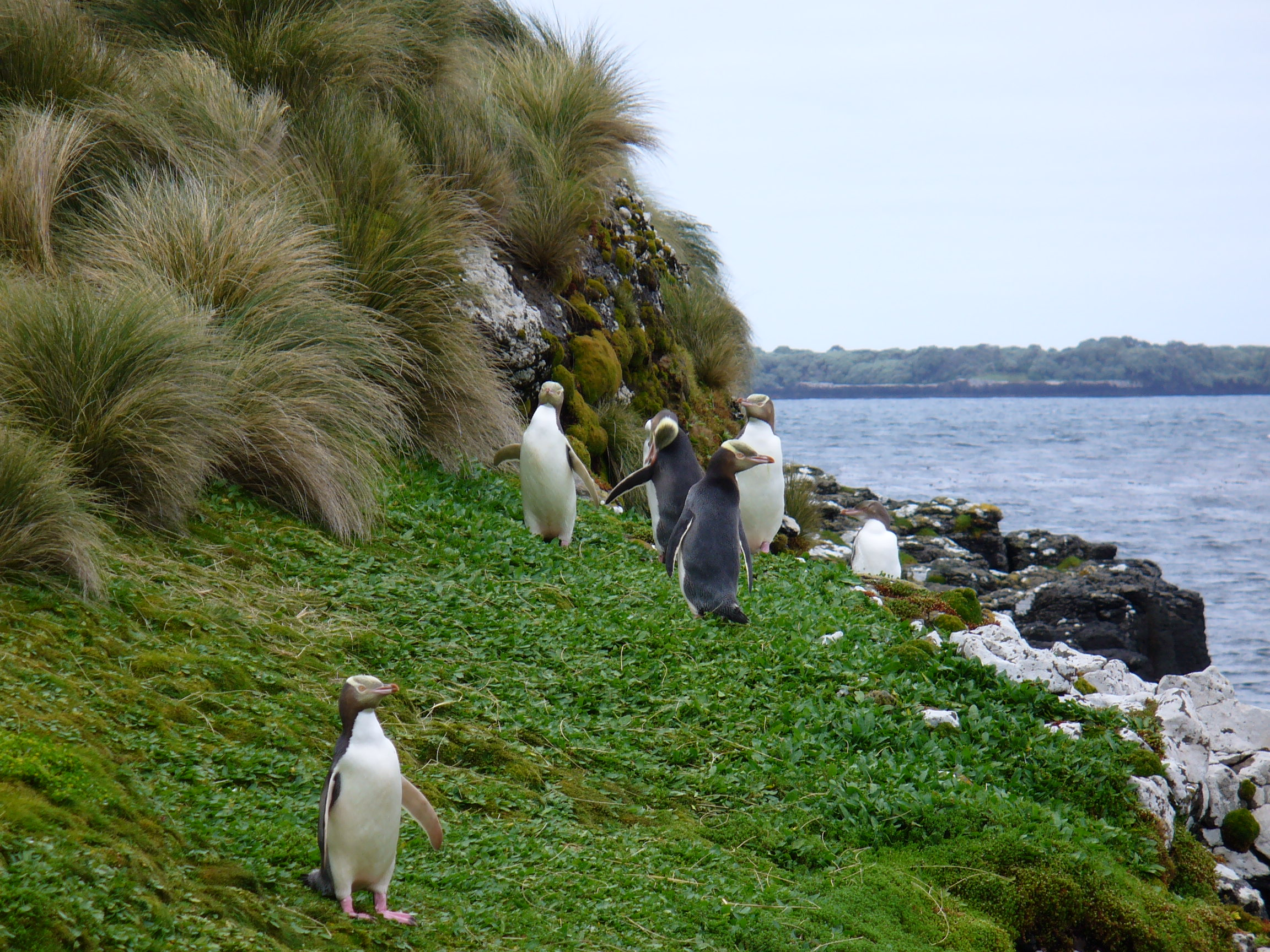
Manchots antipode sur l'île Enderby.

Bien que Bristow ait pris possession des îles Auckland au nom de la couronne britannique, elles se sont avérées de faible intérêt au cours du XIXe siècle. Charles Enderby, dont le père possédait le navire sur lequel Bristow a redécouvert les îles, y a établi une colonie baleinière qui a subsisté de 1849 à 1852. Une autre tentative de colonisation des îles, par un groupe mixte d'indigènes Maoris et Moriori des îles Chatham, dura un peu plus longtemps, de 1843 à 1856.

## Carrière maritime ultérieure
Après avoir quitté les îles Auckland en décembre 1807, le Sarah repris la chasse au cachalot, faisant escale à l'île Norfolk pour s'approvisionner. Le capitaine Bristow semble s'être lié d'amitié avec le commandant de la colonie pénitentiaire de l'île, Joseph Foveaux. Ils sont restés en contact et auraient dîné ensemble à Londres dans les années 1820. Le Sarah se rend ensuite à Sydney, où il accoste en juin 1808. Le navire est part ensuite vers le nord, naviguant entre les îles Salomon, au large de Bougainville et de la Papouasie-Nouvelle-Guinée. Pendant cette période, Bristow affine et corrige les observations faites par les navigateurs antérieurs dans ces eaux, publiant plus tard ses découvertes, décrites par John Purdy (en) comme "certainement plus précises que celles obtenues auparavant". Bristow a également été le pionnier d'une nouvelle route le long de la côte nord de la Papouasie-Nouvelle-Guinée jusqu'aux Moluques en Indonésie. Le voyage les a également conduits aux îles Salomon, à Bougainville et parmi les îles et récifs dangereux de l' archipel de la Louisiade. En mai 1809, il se trouve entre Makassar et Timor. Sur le chemin du retour le 26 octobre 1809, le navire est capturé par un corsaire français. Trois semaines plus tard, il est repris par un navire britannique et envoyé à Lisbonne ou à Cadix. Bristow est de retour à Londres en janvier 1810. Il rapporte à Lord Auckland qu'il avait nommé un groupe d'îles en son honneur. Il rapporte également la découverte des îles à l'hydrographe de l'Amirauté et aux principaux cartographes de Londres. John Purdy publie une nouvelle carte en 1810 qui montre les routes de Sydney à la Chine, y compris la nouvelle route du capitaine Bristow de Port Jackson à travers le détroit de Dampier jusqu'aux Moluques.
Le prochain commandement de Bristow s'effectue sur le brick Minerva. C'est un navire vieux de vingt ans en mauvais état dont il est resté responsable pendant un an, dans le cabotage.
Son prochain commandement est celui du navire Thames, un baleinier des mers du Sud appartenant à William Mellish & Co. de Londres. Le navire quitte Londres le 3 juin 1811 et atteint Hobart le 30 octobre. Il est signalé à l'île Norfolk en avril 1812 et plus tard au large de la Nouvelle-Calédonie, où plusieurs récifs et îles basses inexplorés ont été découverts. Ceux-ci ont été nommés Mellish's Keys ou Mellish's Reefs et portent encore ce nom aujourd'hui. Il fait ensuite escale aux îles Salomon où il obtient des ignames, bananes et noix de coco par du troc avec les indigènes. Ils font plus d'échanges au large de Bougainville et de Buka contre de la nourriture fraîche. De là, il se dirige vers la Nouvelle-Irlande, Bristow enregistrant fréquemment des observations de navigation qu'il utilise pour corriger les cartes de Dampier, Bougainville et Labillardière. Au nord le long de la côte de la Nouvelle-Guinée, il navigue et passe la pointe Durville où, le 21 septembre, il jette l'ancre dans un port que Bristow nomme Thames Roads . Il échange avec les indigènes des ignames, des citrouilles et des patates douces. Un bateau envoyé au son entre l'île Mellish et Yapen est poursuivi par sept canots, qui tire des flèches, mais ne font aucune victime. En octobre, le navire est noyé par un mauvais temps et passe quatre jours « en danger de naufrage sur une côte où si nous nous échappions avec nos vies, nous ne devions nous attendre qu'à devenir la proie des habitants sauvages ». Il traverse ensuite les îles de l'archipel indonésien et les Moluques. Il jette l'ancre à Kemar où il obtient de l'eau potable et des vivres, en échange de couteaux en fer et de mouchoirs. De là, il se rend à Dili au Timor. Le navire retourne ensuite chez lui, atteignant Londres le 21 décembre 1813. Là, le capitaine Bristow rapporte de nouveau ses découvertes à l'Amirauté et aux principaux cartographes indépendants.
Son prochain commandement semble être sur un autre baleinier des mers du Sud, le Sir Andrew Hammond. Ce navire quitte Londres en 1816 et est signalé en janvier 1818 à Timor. Le navire fait escale à Sainte-Hélène lors du voyage de retour. Il arrive à Londres en mai 1818 avec 560 fûts d'huile de baleine. Jones dit que Bristow fait un autre voyage en mer du Sud dans ce navire et aux îles Galapagos en avril 1820. Mais ce voyage et ses dernières années sont entourés d'incertitude.
Un navire appelé le Minstrel quitte Londres pour les mers du Sud sous la direction d'un capitaine nommé Bristow en décembre 1819 et est signalé comme faisant de la pêche aux îles Shetland du Sud, mais est alors sous le commandement du capitaine McGregor. Un autre capitaine Bristow commande le Venus qui part pour l'Amérique du Sud en octobre 1822. Et enfin un capitaine Bristow commande le baleinier Duke of Argyll lorsqu'il est signalé au large du cap de Bonne-Espérance en octobre 1834. Mais il n'y a aucune certitude que ces trois derniers rapports soit ceux d'Abraham Bristow.